# Water Research
Water Research ist eine englischsprachige Fachzeitschrift der International Water Association. Water research publiziert weltweit zu diversen wissenschaftlichen Aspekten im Themenbereich Wasser und ist eine der führenden Fachzeitschriften in diesem Bereich.
Water Research bearbeitet jedes Jahr mehr als 3000 wissenschaftliche Publikationen und benötigt dafür zirka 7500 Peer-Reviews. Der Impact Factor lag 2019 bei 9,130 (2015: 5,323).

## Verlag
Water Research erscheint bei Elsevier seit 1967. Bei Water Research gibt es die Möglichkeit von open access Fachbeiträgen.

## Zielpublikum
In Water Research publizieren mehrheitlich Biologen, Chemieingenieure, Chemiker, Bauingenieure, Umweltingenieurwissenschaftler, Limnologen und Mikrobiologen.